# Volksbank Bremen-Nord
Die Volksbank Bremen-Nord eG ist eine Genossenschaftsbank mit Sitz Bremen-Vegesack innerhalb der Freien Hansestadt Bremen.

## Geschichte
Die Volksbank Bremen-Nord eG wurde am 13. Mai 1930 gegründet und fusionierte letztmals im Jahr 1990 mit der Volksbank Ritterhude eG. mit Sitz in Ritterhude.
In den Jahren 1965 bis 1976 fanden weitere Fusionen statt. So im Jahr 1965 mit der Volksbank Lesum-Burgdamm eGmbH mit dem Sitz in Lesum, im Jahr 1971 mit der Spar- und Darlehnskasse Farge-Rekum eGmbH mit dem Sitz in Farge sowie im Jahr 1976 mit der Spar- und Darlehnskasse Platjenwerbe eG mit dem Sitz in Platjenwerbe. 

## Rechtsverhältnisse
Die Volksbank Bremen-Nord eG ist im Genossenschaftsregister beim Amtsgericht Bremen unter GnR 341 eingetragen.

## Organisationsstruktur
Rechtsgrundlagen sind das Genossenschaftsgesetz und die durch die Vertreterversammlung beschlossene Satzung. Organe der Bank sind der Vorstand, der Aufsichtsrat und die Vertreterversammlung.

## Sicherungseinrichtung
Die Volksbank Bremen-Nord eG ist der amtlich anerkannten Sicherungseinrichtung des Bundesverbandes der Deutschen Volksbanken und Raiffeisenbanken GmbH und der zusätzlichen freiwilligen Sicherungseinrichtung des Bundesverbandes der Deutschen Volksbanken und Raiffeisenbanken e.V. angeschlossen.

## Geschäftsausrichtung
Die Volksbank Bremen-Nord eG betreibt das Universalbankgeschäft. Im Verbundgeschäft arbeitet sie mit der DZ Bank, R+V Versicherung, Bausparkasse Schwäbisch Hall, Teambank, VR Leasing,  DZ Hyp und der Union Investment zusammen.

## Geschäftsgebiet
Das Geschäftsgebiet liegt im Nordwesten von Bremen. Neben der Geschäftsstelle am Sitz der Bank werden noch Geschäftsstellen in den Ortsteilen Burglesum und Blumenthal sowie in Ritterhude betrieben.  Ebenfalls in Bremen mit sich angrenzendem Geschäftsgebiet ist die Bremische Volksbank eG ansässig.